# Старокошарівська сільська рада
Старокошарівська сільська рада — адміністративно-територіальна одиниця у Ковельському районі Волинської області з центром у селі Старі Кошари.

## Населені пункти
Сільській раді підпорядковані населені пункти:
- с. Старі Кошари
- с. Краснодуб'я
- с. Кругель
- с. Нові Кошари

## Склад ради
Сільська рада складається з 12 депутатів та голови. Всі дванадцятеро депутатів нинішнього скликання є самовисуванцями. 

## Керівний склад сільської ради
| ПІБ                      | Основні відомості                                                                      | Дата обрання | Дата звільнення |
| ------------------------ | -------------------------------------------------------------------------------------- | ------------ | --------------- |
| Шепшелей Галина Іванівна | Сільський голова, 1963 року народження, освіта, Всеукраїнське об'єднання «Батьківщина» | 26.03.2006   | 31.10.2010      |
| Шепшелей Галина Іванівна | Сільський голова, 1963 року народження, освіта середня загальна, позапартійна          | 31.10.2010   |                 |

Примітка: таблиця складена за даними джерела

## Населення
Населення сільської ради згідно з переписом населення 2001 року становить 891 осіб. 
| Населенні пункти  | 2001 рік | 1989 рік |
| ----------------- | -------- | -------- |
| Краснодуб'я       | 17       | 40       |
| Кругель           | 240      | 250      |
| Нові Кошари       | 158      | 170      |
| Старі Кошари      | 476      | 440      |
| Сукупне населення | 891      | 900      |

### Мова
Розподіл населення за рідною мовою за даними перепису 2001 року:
| Мова       | Відсоток |
| ---------- | -------- |
| українська | 99,21 %  |
| російська  | 0,67 %   |
| угорська   | 0,11 %   |

## Географія
Сільрада лежить на західному краї Ковельського району. Село Краснодуб'я, є найзахіднішим поселенням району. Територія ради граничить на заході з Турійським районом та на півночі — зі Старовижівським районом. На північному сході межує з Городищенською та зі сходу — з Мощенською сільськими радами, а з південного боку — з Люблинецькою селищною радою.
Територія ради належить до басейну річечки Рудки, яка впадає до Турії, притоки Прип'яті. 
З південного боку від Старих Кошар проходить автошлях європейського значення E373, що з'єднує Київ з Любліном, в межах України траса має назву М07, ділянка Ковель—Любомль. 
На півночі села Старі Кошари знаходиться залізнична станція Кошари, також на території сільської ради також є платформа 464 км та зупинний пункт Кошари-Нові. Відтинок залізниці Ковель—Ягодин. 